# Agriphila tristella

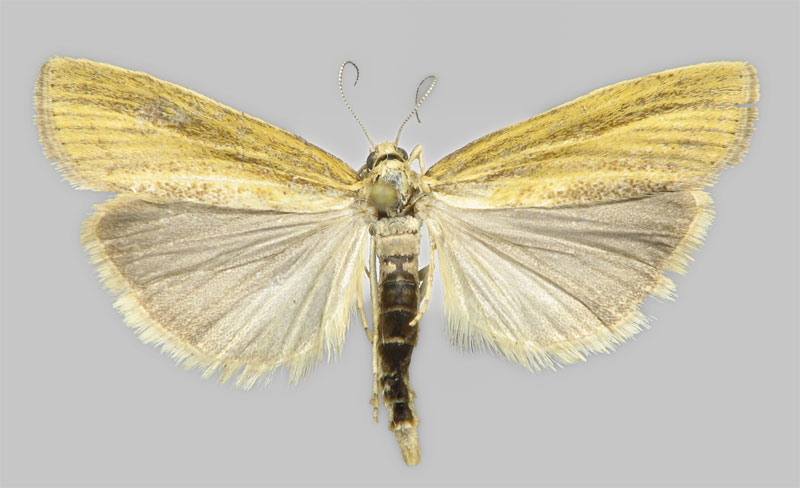
Tiêu bản

Agriphila tristella là một loài bướm đêm thuộc họ Crambidae. Nó được tìm thấy ở châu Âu và khu vực miền tây của châu Á.
Sải cánh dài 22–30 mm. Con trưởng thành bay từ tháng 6 đến tháng 9 tùy theo địa điểm.
Ấu trùng ăn các loài nhiều loại cỏ, như Poa và Deschampsia.

## Hình ảnh

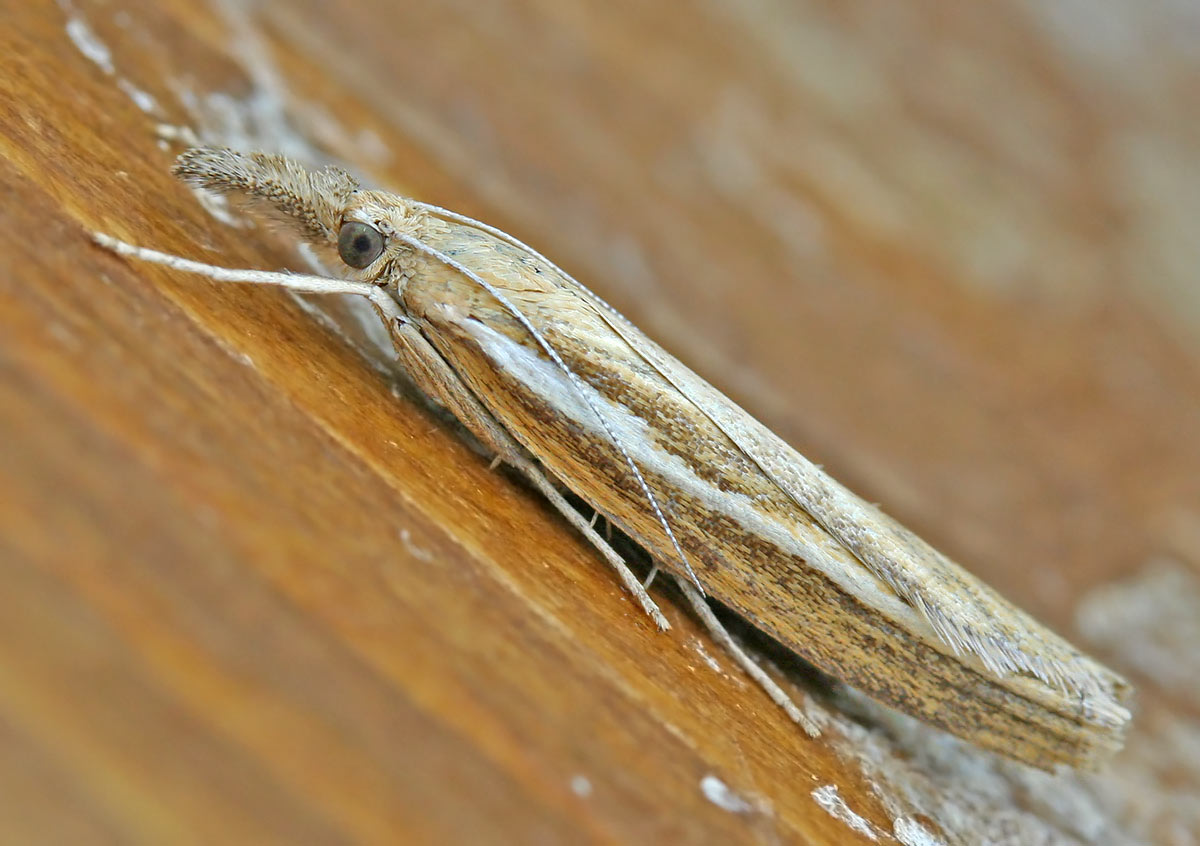
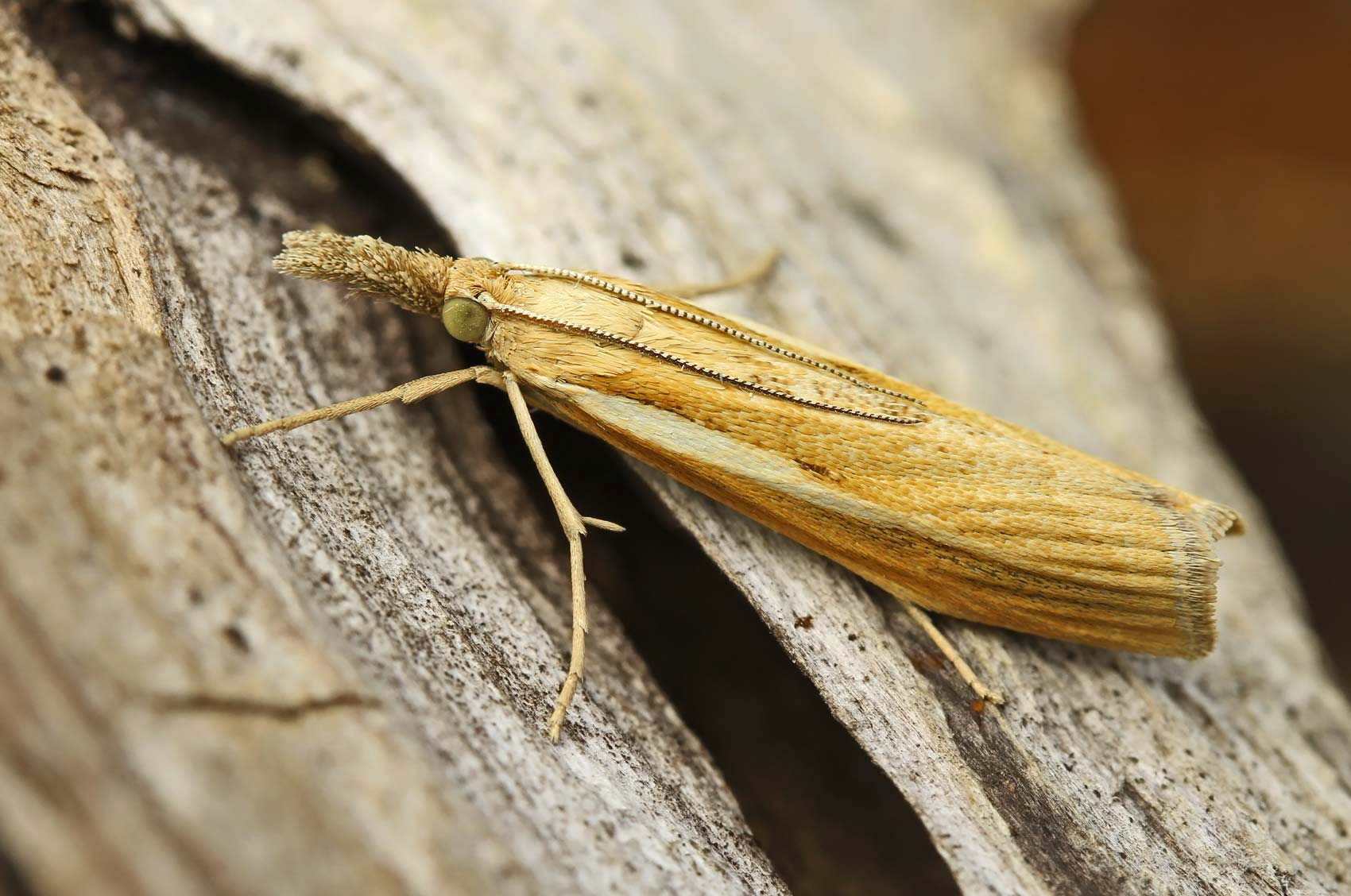
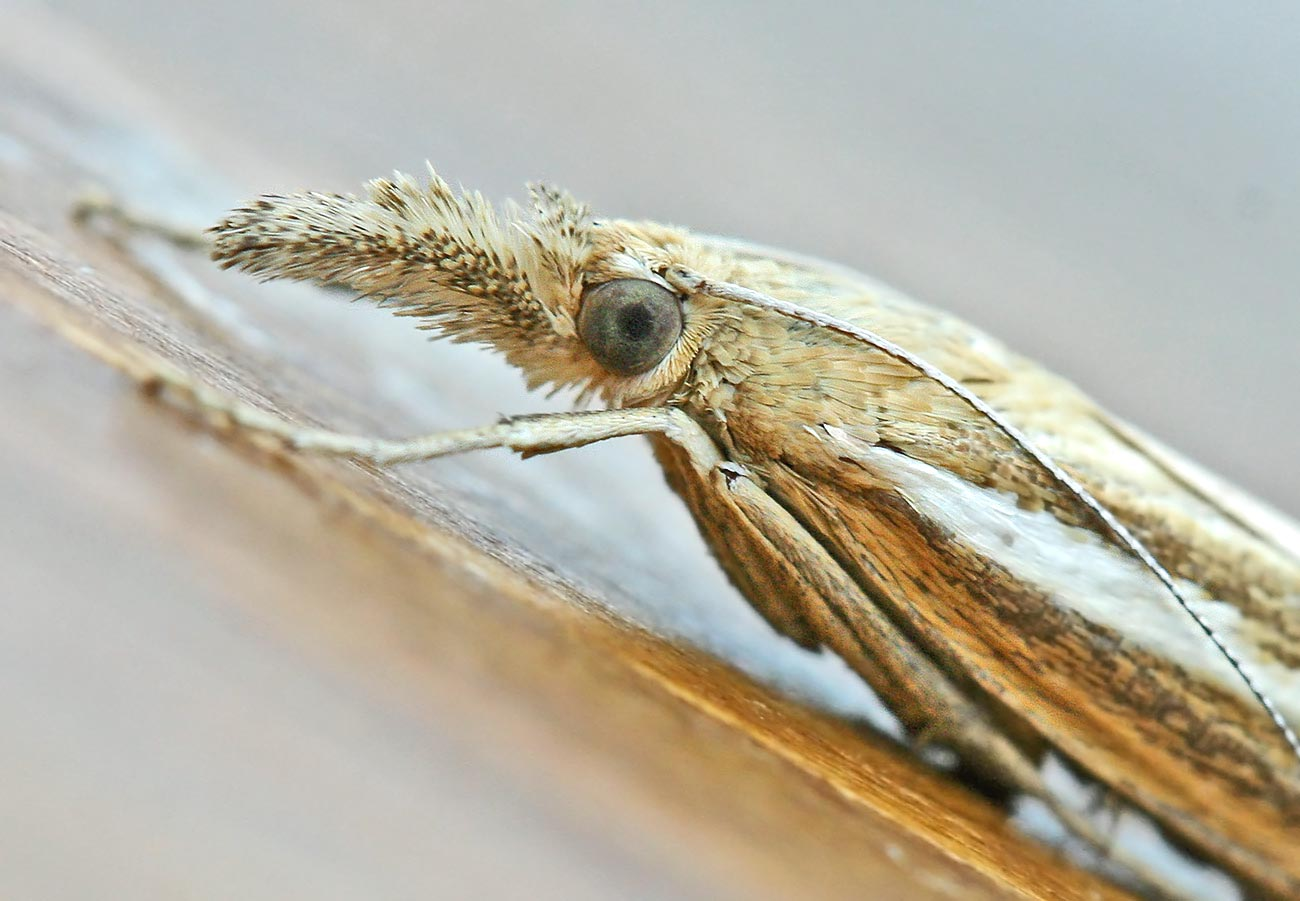
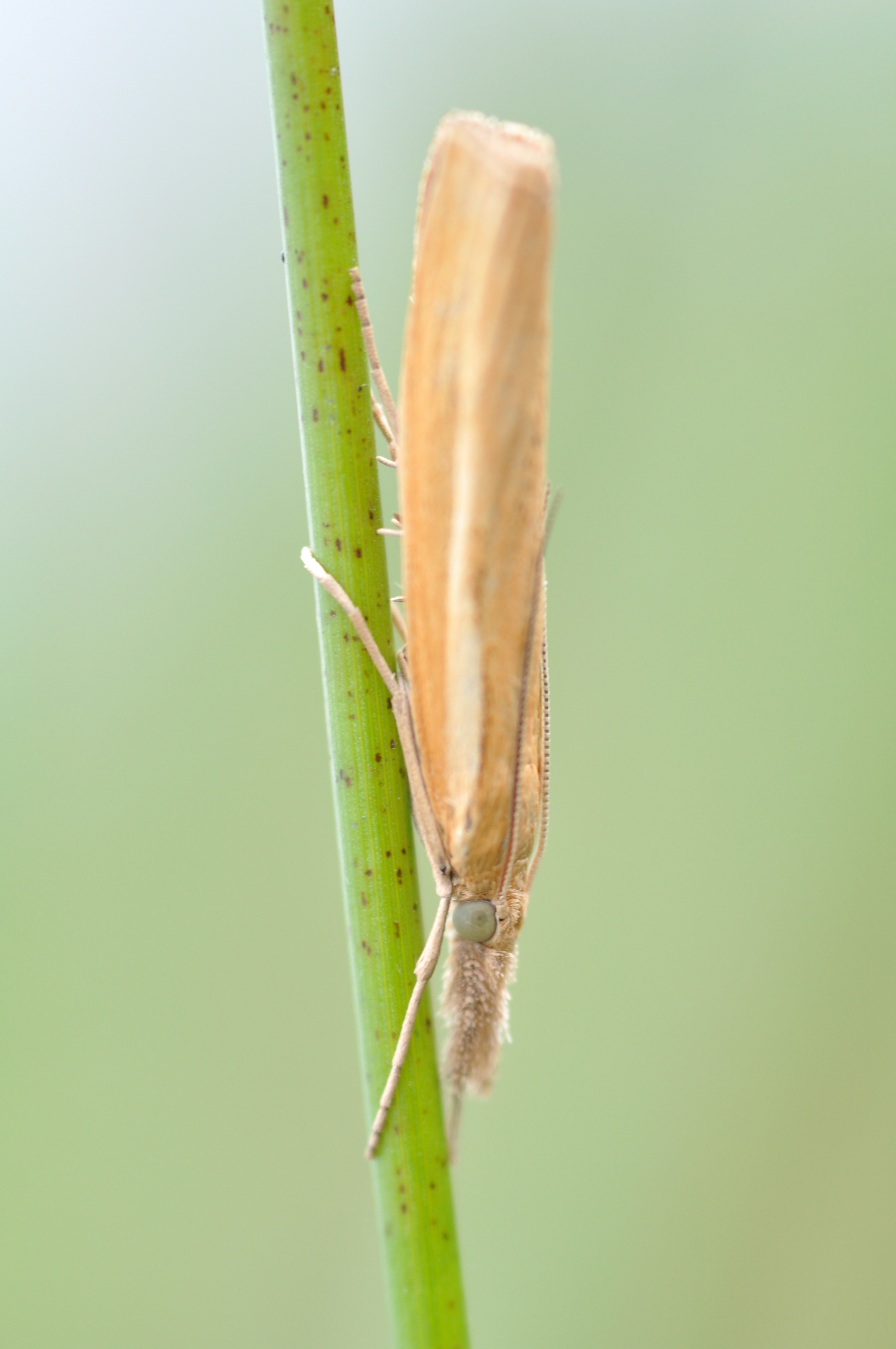